# Mont Oave
Der Mont Oave ist zugleich der höchste Berg der Insel Ua Pou als auch die höchste Erhebung der Marquesas-Inseln in Französisch-Polynesien. Die für viele Marquesas charakteristische, nadelförmige Erhebung aus Basalt liegt im Zentrum der Insel und erreicht eine Höhe von 1232 m über dem Meer. Der Berg ist vulkanischen Ursprungs und gehört zur „Marquesas linear volcanic chain“, die sich aus einem Hotspot der Pazifischen Platte gebildet hat und sich mit einer Geschwindigkeit von 103 bis 118 mm pro Jahr in Richtung Westnordwest bewegt.